# Zelotes lavus
Zelotes lavus är en spindelart som beskrevs av Tucker 1923. Zelotes lavus ingår i släktet Zelotes och familjen plattbuksspindlar. Inga underarter finns listade i Catalogue of Life.